# NGC 6143
إن جي سي 6143 (بالألمانية: NGC 6143) التي يرمز لها بالرمز NGC 6143، هي مجرة، في كوكبة التنين.

## الاكتشاف
اكتشفت في 24 أبريل 1789، بواسطة ويليام هيرشل.